# Neostichtis altitudinis
Neostichtis altitudinis là một loài bướm đêm trong họ Noctuidae.